# Châtas
Châtas é uma comuna francesa na região administrativa de Grande Leste, no departamento de Vosges. Estende-se por uma área de 5,55 km². Em 2010 a comuna tinha 48 habitantes (densidade: 8,6 hab./km²).